# ایستگاه تقاطع ویلسدن
ایستگاه تقاطع ویلسدنیک ایستگاه از خط بیکرلو و از خطوط متروی لندن است؛ که در منطقه هارلسدن و در شمال غرب لندن قرار دارد.

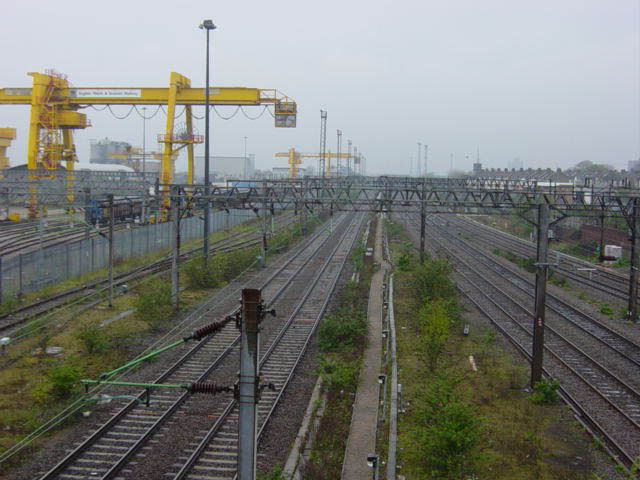
Willesden Junction looking north. The fast lines of the خط اصلی ساحل غربی are on the right, the slow lines on the far right. On the left are the Willesden Relief Line (connection to the خط غرب لندن) and the Willesden Euro Terminal.